# Gratis Comic Tag
Der Gratis-Comic-Tag (Eigenschreibweise: „Gratis Comic Tag“) ist eine Gemeinschafts-Marketingaktion von Comicverlagen und -händlern. Er findet in Deutschland, Österreich und der Schweiz jährlich seit 2010 statt. Der Termin liegt auf dem zweiten Samstag im Mai, jeweils eine Woche nach dem US-amerikanischen Vorbild, dem Free Comic Book Day, der seit 2002 veranstaltet wird.

## Ziele und Ablauf

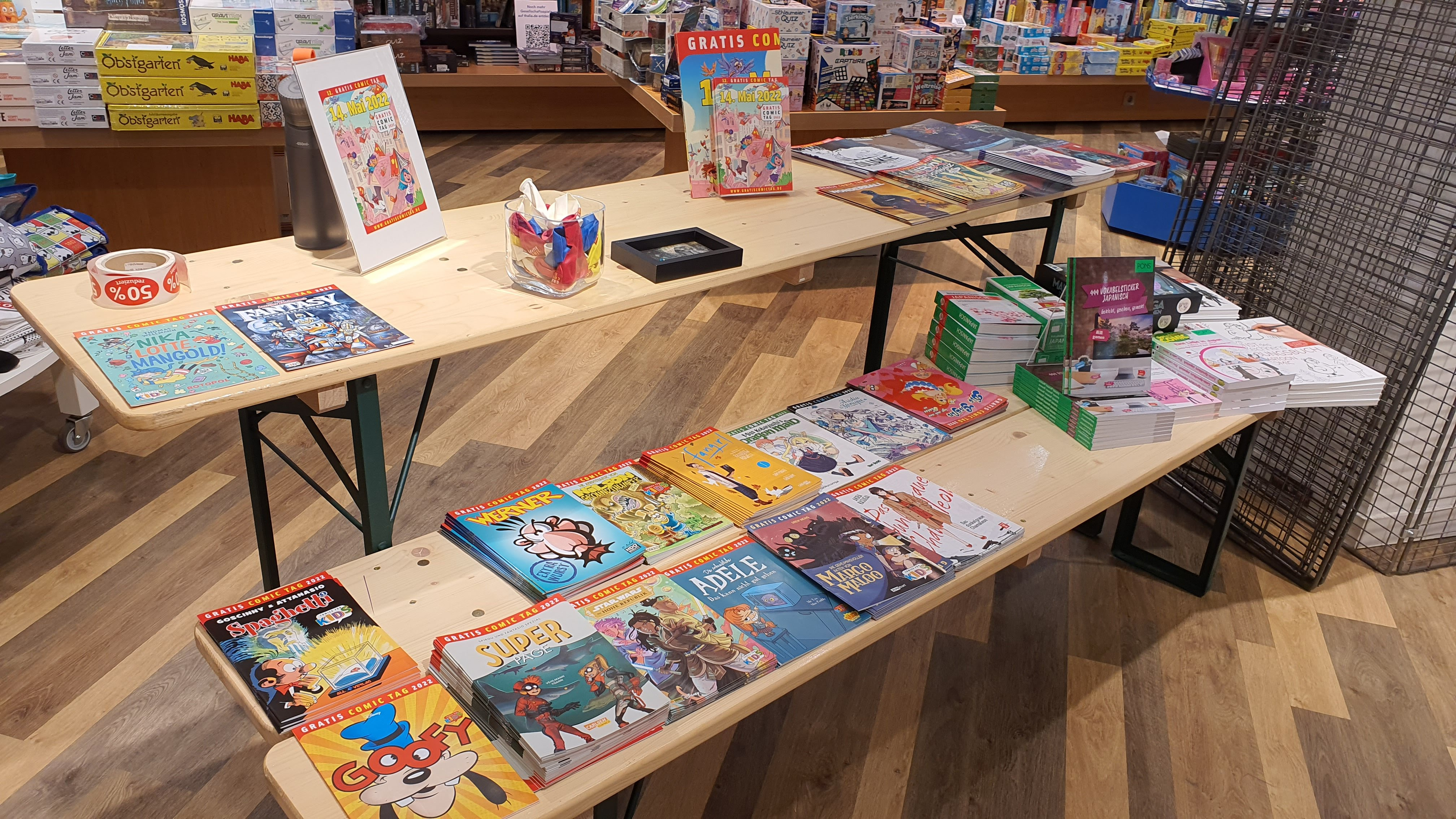
Typischer Stand in einer Buchhandlung am Gratis Comic Tag 2022

Ziele der Veranstaltung sollen sein:
- Menschen die Freude am Lesen von Comics näherzubringen,
- neue Leser zu gewinnen und frühere Comicleser wieder an das Medium zurückzuführen,
- Comickäufern und -sammlern für ihre fortlaufende finanzielle Unterstützung zu danken.

Aus diesen Gründen geben am Gratis-Comic-Tag die teilnehmenden Händler von den beteiligten Verlagen speziell für diesen Tag gedruckte Gratis-Comichefte aus, die explizit nicht für den Verkauf bestimmt sind und die jeweils einen Umfang von ca. 32 bis 52 Seiten haben. Dabei kann es sich um Leseproben für aktuelle Serien oder auch um exklusive Ausgaben handeln. Die gesamten Produktions- und Lizenzkosten tragen die Verlage, nur die Druckkosten wurden an die Händler weitergegeben (40 Cent pro Heft).
Die Anzahl der an einen Kunden abgegebenen Hefte legt der Comichändler selbst fest. Manche verteilen drei Hefte pro Interessent, andere steigern die Spannung durch ein Glücksrad oder lassen die Kunden würfeln, sodass diese ein Heft oder auch sechs erhalten können. Es ist nicht möglich, bei einem Händler einen kompletten Jahrgang auf einmal zu erhalten. Die Leser sollen bewusst mehrere Geschäfte oder Büchereien aufsuchen. Einige Händler organisieren zudem Rahmenprogramme, etwa Signierstunden von Comiczeichnern, Familienfeste oder Rabattaktionen.

## Geschichte

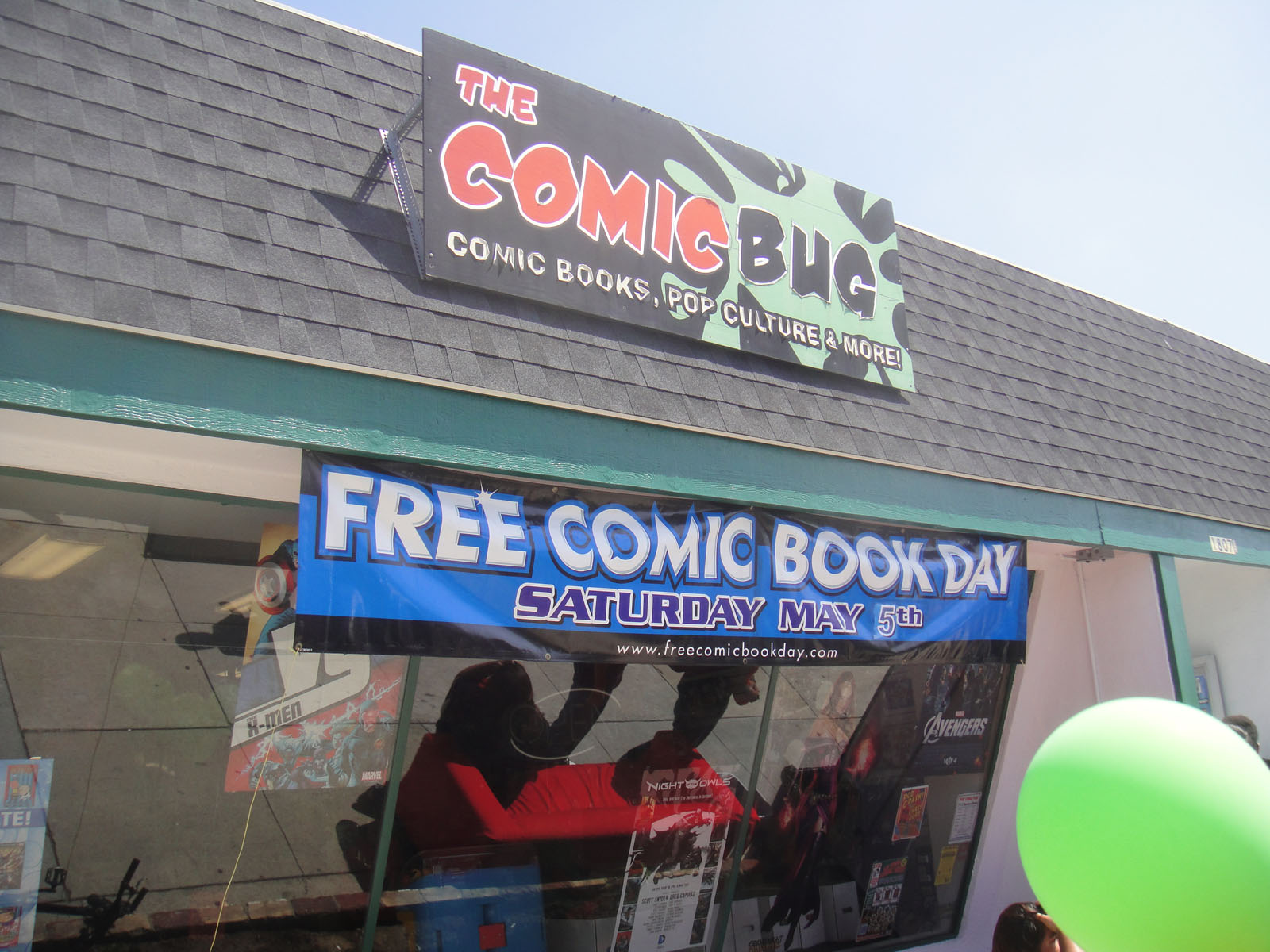
Der Free Comic Book Day in Los Angeles (2012)

Der Free Comic Book Day wurde in den USA erstmals am 4. Mai 2002 durchgeführt und anschließend jedes Jahr am ersten Samstag im Mai erneut aufgelegt.
Im deutschsprachigen Raum fand der Gratis-Comic-Tag zum ersten Mal am 8. Mai 2010 statt und wurde von 16 deutschsprachigen Comicverlagen als Gemeinschaftsaktion zur Unterstützung des Comic-Fachhandels geplant und mit 151 sich beteiligenden Comicläden in Deutschland, Österreich und der Schweiz umgesetzt. Es wurden insgesamt 169.600 Gratis-Comics produziert, wobei die Auflagen der 30 verschiedenen Comics, je nach Anzahl der von den Händlern bei den Organisatoren eingegangenen Bestellungen, zwischen 4800 und 7200 Heften pro Titel schwankte.
Am 14. Mai 2011 beteiligten sich 28 Verlage am Gratis-Comic-Tag. Damit waren so gut wie alle größeren deutschsprachigen Comicverlage vertreten. Die Zahl der teilnehmenden Comichändler stieg auf 166, hiervon waren je acht in der Schweiz bzw. in Österreich beheimatet. Die Bandbreite der 44 verschiedenen Hefte reichte von Superhelden- über Science-Fiction-, Fantasy- und Horror-Titel bis hin zu Cartoons, Mangas, Independent Comics und Comic-Biographien. Außerdem wurde als Neuerung gegenüber 2010 ein Kinder-Logo eingeführt („Comics für Kids“), mit dem Comics versehen werden, die speziell für Kinder geeignet sind.
Am 12. Mai 2012 zur dritten Auflage waren 19 Comicverlage mit zusammen 30 Gratisheften vertreten (188 Händler). Ebenso gab es zur vierten Auflage, die am 11. Mai 2013 stattfand, 30 Hefte (18 Verlage), 196 Händler nahmen teil. 2015 stieg die Anzahl der verschiedenen Hefte auf 34 leicht an (18 Verlage), 2016 blieb diese Heftzahl gleich (16 Verlage). 2017 nahmen vier Verlage erstmals teil, darunter der Rowohlt Verlag, die Heftanzahl sank wieder auf 30. 2020 war der Gratis Comic Tag für den 9. Mai geplant, der Termin wurde wegen der COVID-19-Pandemie jedoch auf den 5. September verschoben. 34 unterschiedliche Hefte wurden verteilt. Im Oktober gaben die teilnehmenden Verlage bekannt, dass 2021 kein Gratis-Comic-Tag stattfinden wird, sondern erst wieder am 14. Mai 2022. Für das Jahr 2023 teilten die Organisatoren auf der Website der Aktion frühzeitig mit: „[…] der Gratis Comic Tag muss 2023 leider nochmal eine Pause einlegen wie 2021. Wir müssen uns im Vertrieb, in der Pressearbeit und der Gesamtkoordination personell neu aufstellen und das schaffen wir nicht im laufenden Betrieb.“
Der Gratis-Comic-Tag am 11. Mai 2024 wurde als „Gratis Kids Comic Tag“ begangen. Aufgelegt wurden 21 Hefte, von denen die meisten auf ein sehr junges Publikum zugeschnitten waren. Beispiele dafür sind Der kleine Perry (Rhodan), Arielle und die Rache der Meerhexen, Idefix und die Unbeugsamen, Lustiges Taschenbuch – 90 Jahre Donald oder Pokémon. Mehr als 900 Comic- und Buchhandlungen, Bibliotheken und Büchereien in Deutschland, Österreich und der Schweiz nahmen nach Angaben der Veranstalter daran teil.
Am 10. Mai 2025 wurde der Gratis-Comic-Tag erneut ausschließlich für „Kids & Teens“ ausgerichtet. Aufgelegt wurden 22 Hefte von 10 Verlagen (Carlsen, Cross Cult, Edition Helden, Egmont, Kibitz, Loewe Verlag, Panini, Reprodukt, Splitter, Ueberreuter). Nach Angaben der Organisatoren nahmen in Deutschland, Österreich, der Schweiz und Luxemburg 1247 Buchhandlungen und Bibliotheken an der Aktion teil – ein neuer Rekord.

## Verlage und Comics
Bisher nahmen 44 Verlage, teils mit unterschiedlichen Labels (kursiv), am Gratis-Comic-Tag teil; dabei erschienen 262 Hefte. Die folgende Liste umfasst alle bisherigen Verlage und Comics bei einem Gratis-Comic-Tag in Deutschland, Österreich und der Schweiz. Die mit der Kennzeichnung „Comics für Kids“ (verwendet seit 2011) versehenen Hefte sind mit einem Sternchen (*), die Ausgabe für eine Leserschaft ab 16 Jahren (verwendet 2016) ist mit zwei Sternchen (**) markiert.
| Verlag                       | 8. Mai 2010 | 14. Mai 2011 | 12. Mai 2012 | 11. Mai 2013 | 10. Mai 2014 | 9. Mai 2015                                                                                     | 14. Mai 2016 | 13. Mai 2017 | 12. Mai 2018 |
| ---------------------------- | --- | --- | --- | --- | --- | ----------------------------------------------------------------------------------------------- | --- | --- | --- |
| Alligator Farm               | – | Perry – Unser Mann im All (Online) | – | – | – | –                                                                                               | – | – | – |
| All Verlag                   | – | – | – | – | – | Die sechste Waffe                                                                               | Die Überlebende** | Gil St. Andre | Wayne Shelton 1 |
| avant-verlag                 | – | Professor Bell | Die Katze des Rabbiners | Doppeltes Glück mit dem Roten Affen | – | –                                                                                               | Dickie | – | – |
| Blue Ocean                   | – | – | – | – | – | Lego Ninjago*                                                                                   | – | – | – |
| Bocola Verlag                | – | – | – | – | – | Prinz Eisenherz                                                                                 | – | – | – |
| Bröseline                    | – | – | – | – | – | –                                                                                               | – | – | Werner |
| BSE Verlag                   | – | Ungebremster Spaß | – | – | – | –                                                                                               | – | – | – |
| Buch Musik & Film Verlag     | Die grüne Eisbombe | – | – | – | – | –                                                                                               | – | – | – |
| Carlsen Comics               | Forever und andere Geschichten, Spirou und Fantasio: Tiefschlaf für die ganze Stadt, Troll von Troy: Trollgeschichten | Comiczeichenkurs*, Der Skorpion, Die Peanuts* | Don Quijote, Wave and Smile | Der Narwal, Ferdinand*, Skull Party, Soulless                                                                                          | Alisik, Attack on Titan, Kleine Katze Chi*, Pauls fantastische Abenteuer*, Tempest Curse                                                | Das Geheimnis der Marsupilamis*, GoForIt!, Reinhard Kleist, Schattenarie                        | Das Liberi-Projekt, Lupus in Fabula, Mutts*, Titeuf*                                                                                  | Gaston, Game over, Fairy Tail Special – Fairy Akademie, Sherlock | Avengers: Attack on Titan a, Battle Angel Alita, Splatoon*, Peanuts: Snoopy und seine Freunde*                                                                   |
| Chinabooks                   | – | – | – | – | – | –                                                                                               | – | – | Der freie Vogel fliegt |
| Comic Culture                | – | Tales of the Comic Culture | Nocturnal Nemesis / Grimoire | – | – | –                                                                                               | – | – | – |
| Comicfestival München        | – | Der Comic zum Festival (Online) | – | – | – | –                                                                                               | – | – | – |
| comicplus+                   | – | Tramp | – | – | – | –                                                                                               | – | – | – |
| Comics etc.                  | – | – | – | Piccolo Großband (Sigurd / Nick / Tibor)                                                                                               | – | –                                                                                               | – | – | Sigurd: Im Tal der Schatten b |
| Indiekator                   | – | – | – | – | – | –                                                                                               | – | – | Austrian Superheroes |
| Cross Cult                   | Hellboy / B.U.A.P. / Aliens                                                                                           | The Goon | The Walking Dead / Steam Noir | Star Trek: Countdown to Darkness, Super Dinosaur*                                                                                      | Avatar: Der Herr der Elemente*, Gung Ho, Waisen                                                                                         | Angry Birds*, Die Peanuts*, Outcast                                                             | Avatar: Der Herr der Elemente*, Mezolith, We stand on guard                                                                           | Paper Girls, Predator vs. Judge Dredd vs. Aliens | Oblivion Song, Aposimz: Land der Puppen, Dragons: Die Reiter von Berk*                                                                                           |
| dani books                   | – | – | – | Monster Allergy* (Online) | Richard Löwenherz (Online) | Katzen!* (Online), Velvet (Online)                                                              | Garfield – Seine neuen Abenteuer* (Online), Rat Queens (Online)                                                                       | Monster Allergy* | Courtney Cumrin* (Online), Die Nektons: Abenteurer der Tiefe* (Online)                                                                                           |
| Dantes Verlag                | – | – | – | – | – | –                                                                                               | – | Sláine – Das Biest im Broch | Usagi Yojimbo: Ein welkes Feld |
| Die Biblyothek               | – | Der Tod und das Mädchen | – | – | – | –                                                                                               | – | – | – |
| Drive                        | – | – | – | – | – | Männer, Frauen & Motoren                                                                        | – | – | – |
| Edition Moderne              | Adeles ungewöhnliche Abenteuer: Adele und das Ungeheuer                                                               | Kids by Mike | – | – | – | –                                                                                               | – | – | – |
| Egmont Verlagsgesellschaften | Der Killer 1 (Ehapa Comic Collection), Micky Maus (Ehapa Comic Collection)                                            | Die Muppet Show* (Ehapa Comic Collection), Donald Duck* (Ehapa Comic Collection), Hab dich lieb Suzuki-kun! (Egmont Manga & Anime), Missi Dominici 1 (Ehapa Comic Collection) | Der Vampir von Benares (Ehapa Comic Collection), Donald Duck* (Ehapa Comic Collection), Garfield* (Egmont Balloon)                    | Barracuda 1: Sklaven (Ehapa Comic Collection), Donald Duck* (Ehapa Comic Collection), Hägar der Schreckliche* (Ehapa Comic Collection) | Bruno Brazil (Egmont Comic Collection), Donald Duck* (Egmont Comic Collection)                                                          | Donald Duck* (Egmont Comic Collection), Don Quixote (Egmont Graphic Novel)                      | Donald Duck* (Egmont Comic Collection), Love Addict (Egmont Graphic Novel), Lucky Luke: Die Dalton-Ballade* (Egmont Comic Collection) | Daniel Düsentrieb* (Egmont Comic Collection), Dolly Kill Kill (Egmont Manga)                                                                                           | Lucky Luke: Billy the Kid* (Egmont Comic Collection), Micky Maus* (Egmont Comic Collection), Garfield (Egmont Comic Collection), To Your Eternity (Egmont Manga) |
| eidalon Verlag               | Amelia ist die Größte! (Comikat), Courtney Crumrin (Modern Tales)                                                     | Polly & die Piraten* (Comikat), Wasteland (Modern Tales) | – | – | – | –                                                                                               | – | – | – |
| Epsilon                      | – | Golden City | Aldebaran | Rubine | Dédé, Luzian Engelhardt | Das letzte Dschungelbuch, Kommissar Fröhlich                                                    | – | – | – |
| Ewald Verlag                 | – | – | – | – | – | –                                                                                               | – | – | Sigurd: Im Tal der Schatten b |
| Finix                        | – | Die Müllers 1 | – | – | – | –                                                                                               | – | – | – |
| Gringo Comics                | – | Tales from the Vault of the Gringo | – | – | – | –                                                                                               | – | – | – |
| Holzhof Verlag               | – | Holzhof Comix 1 | Holzhof Comix 2 | Holzhof Comix 3 | – | Die Virtonauten von Remory                                                                      | Beatcomix Wundertüte | – | – |
| Interessenverband Comic      | – | Comics für alle! (Online) | IcoMaus – Noch mehr Comics für alle! (nur Online)                                                                                     | – | – | –                                                                                               | – | – | – |
| JNK Media                    | – | – | – | – | – | –                                                                                               | – | Capitan Terror | – |
| Kazé Manga                   | – | – | Blue Exorcist, Akuma to Love Song | Resident Evil, Toriko | Lindbergh, Magi: The Labyrinth of Magic*, Tokyo Ghoul                                                                                   | Hamatora, Übel Blatt                                                                            | Dimension W, Seraph of the End: Vampire Reign                                                                                         | Maria: The Virgin Witch, One-Punch Man, Yo-kai Watch* | Super Mario Adventures*, The Tale of the Wedding Rings, Is it Wrong to Try to Pick Up Girls in a Dungeon?                                                        |
| KOSMOS                       | – | – | – | – | – | –                                                                                               | – | – | Die drei ??? – Das Dorf der Teufel* |
| Kult Comics                  | – | – | – | – | – | –                                                                                               | – | Professor van Dusen findet den Ring des Polykrates* | Kult Geschichten (S.C.U.M. / Königinnen / Wurzeln) |
| Mosaik                       | Die unglaublichen Abenteuer von Anna, Bella & Caramella, Die unglaubliche Reise der Abrafaxe                          | Die unglaubliche Reise der Abrafaxe*, Green Manor (Zack Edition) | – | – | – | –                                                                                               | – | – | – |
| Panini Comics                | Blackest Night (DC), Die Simpsons (Bongo), Horst, Iron Man / Die Rächer (Marvel), Star Wars: The Clone Wars           | Die Simpsons* (Bongo), Green Lantern (DC), Star Wars: The Clone Wars*, Thor (Marvel)                                                                                          | Die Simpsons* (Bongo), Game of Thrones, Justice League* (DC), Spider-Man* (Marvel), Star Wars: The Clone Wars*, Sweet Tooth (Vertigo) | Batman / Superman* (DC), Before Watchmen (DC), Die Simpsons* (Bongo), Marvel NOW! (Marvel)                                             | Capote in Kansas / Die Sternbande, Die Simpsons* (Bongo), Forever Evil (DC), Infinity (Marvel), Pokémon – Die ersten Abenteuer* (Manga) | Axis (Marvel), Die Simpsons* (Bongo), Futures End (DC), Pokémon – Die ersten Abenteuer* (Manga) | DC Comics Special GCT 2016 (DC), Marvel Super Heroes (Marvel), Pokémon Special GCT 2016* (Manga), Star Wars*                          | DC Rebirth mit Harley Quinn, Superman und Wonder Woman (DC), Doctor Who: Drei Doctoren! Drei Abenteuer!, My Love Story!! – Ore Monogatari (Manga), Spider-Man (Marvel) | Star Wars Adventures: Helden der Galaxis*, Schattenspringer Band 3, Marvel: Deadpool, Avengers: Attack on Titan a, DC Batman Metal                               |
| Piredda Verlag               | Cubitus | Zarla* | – | – | – | –                                                                                               | – | – | – |
| Plem Plem Productions        | – | – | Whoa! Comics | The Changer | – | –                                                                                               | – | Sanchez Adventures* | – |
| Reprodukt                    | Donjon 1: Das Herz einer Ente, Mendrisio                                                                              | Blacktown, Monsieur Jean | Fräulein Rühr-mich-nicht-an | Kleiner Strubbel: Kramik der Halunke*, Koma 1: Die Stimme der Schlote                                                                  | Kinderland | Ariol*, Ralph Azham                                                                             | Isaak der Pirat 1: Amerika, Kiste* | Hilda und der Mitternachtsriese* | Unerschrocken, Q-R-T* |
| Rowohlt                      | – | – | – | – | – | –                                                                                               | – | Ralf König: Herbst in der Hose | – |
| Salleck                      | The Spirit | Boule & Bill* | Die Pauker / Zauberschule Abrakadabra                                                                                                 | Suske und Wiske | – | –                                                                                               | – | – | – |
| Schreiber & Leser            | Und Gott schuf den Comic                                                                                              | Canardo | Cosa Nostra | Jimmy Beaulieu | Jessica Blandy, Strangers in Paradise                                                                                                   | Largo Winch: Der Erbe                                                                           | Capricorn 1: Das Ding, Corto Maltese: Die Leopardenmenschen vom Rufidschi, Jiro Taniguchi: Short Stories                              | Djinn, Silver | Grandville Kapitel 1, Janitor |
| Splitter                     | Die Legende der scharlachroten Wolken, Die Schiffbrüchigen von Ythaq 1, Götterdämmerung, Universal War One            | Angor, Die Schlümpfe* (toonfish), Legende der Drachenritter, Orbital | Die Schlümpfe* (toonfish), Thorgal, Zombies                                                                                           | Benni Bärenstark 10: Benni macht das Rennen* (toonfish), Malcolm Max 1: Body Snatchers                                                 | Elfen, Rabbids* (toonfish), Sherlock Holmes & das Necronomicon                                                                          | Die Schöne und das Biest, Percy Pickwick* (toonfish), Troja                                     | Die Welt der Schlümpfe* (toonfish), Fight Club 2, Sherlock Holmes und die Zeitreisenden                                               | James Bond, Lady Mechanika, Sherlock Holmes – Die Chroniken des Moriarty                                                                                               | American Gods, Black Hammer, Ekhö 1: Spiegelwelt |
| stainlessArt                 | – | – | – | – | Jommeke* | Jommeke*                                                                                        | Jommeke* | – | – |
| TheNextArt                   | – | – | Blue Evolution | Hades-Syndrom: Crossfire 1 | – | –                                                                                               | – | Seneca-Akte | – |
| Tokyopop                     | Ghostface, Lou! | Wakfu*, Prinzessin Sakura, Bleach | Comic Girls!* | – | – | ElfQuest (Popcom), Love: Der Fuchs (Popcom)                                                     | Ei8ht (Popcom), Ghostrealm (Popcom)                                                                                                   | – | – |
| undergroundcomix.de          | – | – | Piratengold | U-Comix | U-Comix | U-Comix: Mehr Licht!                                                                            | Happy Birthday, Frankenstein! | – | – |
| Weissblech                   | Horrorschocker | Weissblechs Gratis-Grusel-Geisterstunde | Horrorschocker | Welten des Schreckens | Horrorschocker | –                                                                                               | Zombie Terror | Horrorschocker | – |
| Willi Blöß Verlag            | – | Comic-Biographie: Frida Kahlo | – | – | – | –                                                                                               | – | – | – |
| Zwerchfell                   | Zwerchfell a-gogo | Die Toten | Zuckerfisch | – | – | –                                                                                               | – | – | – |
| Summe                        | 16 Verlage, 30 Comics                                                                                                 | 28 Verlage, 44 Comics | 19 Verlage, 30 Comics | 18 Verlage, 30 Comics | 13 Verlage, 30 Comics | 18 Verlage, 34 Comics                                                                           | 16 Verlage, 34 Comics | 17 Verlage, 30 Comics | 18 Verlage, 35 Comics |

## Sonstiges
Verschiedene Verlage, wie Panini Comics (z. B. mit der Ausgabe zu Before Watchmen) oder Kazé Manga (z. B. mit der Ausgabe zu Hamatora) veröffentlichten die Inhalte einiger ihrer Hefte nochmals in Form von Probeausgaben mit anderem Titelbild oder als Teil von Werbemagazinen.
Im Jahr 2015 fand am 22. August der Star-Wars-Comic-Tag statt, mit dem Panini für den Neustart seiner Star-Wars-Reihe warb und dabei einen Gratis-Comic ausgab.
Am 30. Januar 2016 fand zwei Wochen vor dem Filmstart im Februar der von Panini durchgeführte Deadpool-Tag statt, an dem ein Gratis-Comic herausgegeben wurde.
Am 28. Januar 2017 kam es zum Marvel-Tag mit einer Ausgabe, die drei Comics enthält (Spider-Man/Deadpool #6, Marvel 75th Anniversary Celebration #1 und Civil War II #1). Anlass des Tages war das Jubiläum, dass Panini Comics 20 Jahre Marvel-Comics im deutschen Sprachraum veröffentlicht, was auch dem Alter des Verlags in Deutschland entspricht. Aus diesem Grund fand am 1. Juli 2017 der Panini-Comics-Tag mit elf Gratisausgaben statt, welche fast das komplette Veröffentlichungsspektrum des Verlags widerspiegeln.

## Manga Day

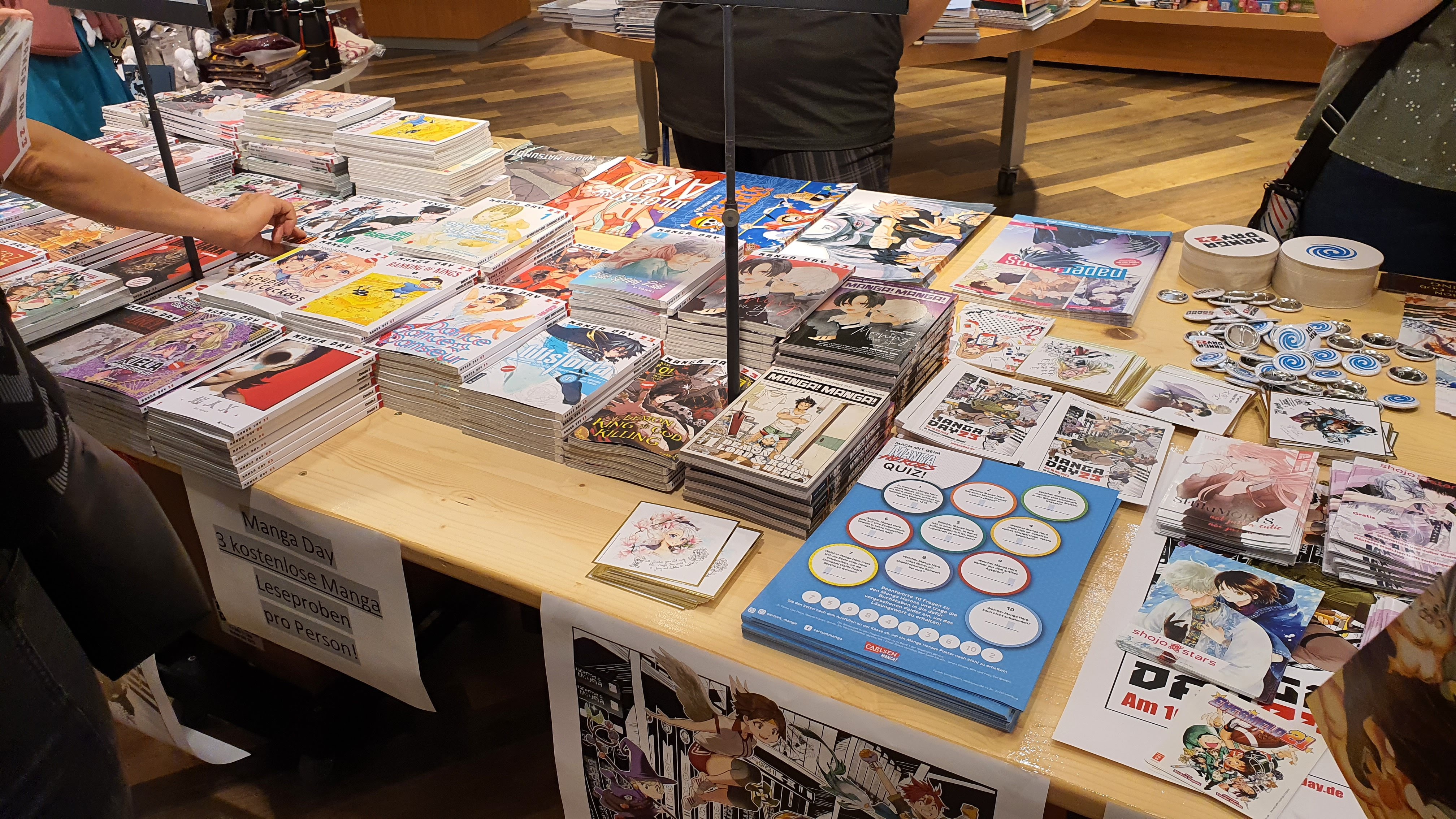
Typische Auslage am Manga Day 2023

Ein mit dem Gratis Comic Tag vergleichbares Konzept verfolgt der Manga Day. Er fand am 27. August 2022 erstmals in Deutschland und Österreich statt, bot 25 verschiedene Taschenbücher an und war auf Anhieb ein Erfolg. Der zweite Manga Day wurde am 16. September 2023 ausgerichtet. Erstmals nahm auch die Schweiz daran teil. Beim dritten Manga Day am 21. September 2024 wurden 30 Manga-Leseproben über die rund 1.300 teilnehmenden Comic- und Buchhandlungen sowie Bibliotheken in Deutschland, Österreich, der Schweiz und Luxemburg verteilt. Gemessen an der Zahl der teilnehmenden Händler und der produzierten Leseproben ist der Manga Day in seinem dritten Jahr bereits größer als der Gratiscomictag im vierzehnten Jahr seines Bestehens.

## Batman-Tag
Am 29. November 2014 veranstaltete der Panini Verlag mit dem Batman-Tag (Eigenschreibweise „Batman Tag“) eine ähnliche Aktion. Anlass war der 75. Geburtstag des Superhelden. Dabei wurde eine Gratis-Ausgabe ausgegeben, die einen Auszug aus US-Detective Comics #27 (Vol. 2), den Prolog aus der Batman-Serie Hush und den ersten Auftritt Batmans aus US-Detective Comics #27 (Vol. 1) enthält.
Ebenso nahm der Panini Verlag am 26. September 2015 am von DC Comics ausgerufenen 1. Internationalen Batman-Tag teil, zu dem wie schon ein Jahr zuvor eine Gratis-Sonderausgabe erschien. Enthalten sind die US-Ausgaben von Batman #35 (Vol. 2) und Legends of the Dark Knight #6 (Vol. 2).
Am 17. September 2016 fand der 2. Internationale Batman-Tag statt, an dem es wieder einen Gratis-Comic gab, der zwei Auszüge aus US-Ausgaben enthält (Legends of the Dark Knight 100-Page Super Spectacular #1 und Robin War #1).
Am 23. September 2017 fand der 3. Internationale Batman-Tag statt; das zugehörige Gratisheft enthält die US-Ausgaben Detective Comics #831 und All-Star Batman #2. Titelthema der Ausgabe ist der 25. Geburtstag der Comicfigur Harley Quinn.
Für den 17. September 2022 wurde von Panini erneut ein Batman-Tag ausgerufen, zu dem ein Sonderheft und eine vierteilige Postkarten-Edition erschienen, die kostenlos von den teilnehmenden Händlern abgegeben wurden. In Deutschland beteiligten sich 74 Buchhandlungen sowie 2 Online-Händler und in Österreich 8 Buchhandlungen an der Aktion.
Der Batman-Tag 2023 fand am 16. September statt. Panini hatte den teilnehmenden Händlern ein Sonderheft, vier Postkarten mit Batman-Motiven sowie einen bedruckten Handy-Halter aus Pappe zur Verfügung gestellt, die kostenlos an Besucher abgegeben wurden. Laut Panini-Website beteiligten sich 2023 in Deutschland 65 Buchhandlungen sowie 2 Online-Händler, in Österreich 7 Buchhandlungen und in Luxemburg eine Buchhandlung.
2024 fand der Batman-Tag wie schon im Vorjahr am selben Tag wie der Manga Day statt (21. September). Die Beteiligung war mit 51 Händlern in Deutschland, 5 in Österreich und einem Onlinehändler erneut rückläufig. Angeboten wurden ein 32-seitiges Sonderheft („Der Joker ist zurück!“), vier Bildpostkarten und ein Wendeposter im DIN-A2-Format mit Batman und Catwoman auf der einen und dem Joker auf der anderen Seite.